# Маслозеро (озеро, Медвежьегорский район)
Масло́зеро (Масл-озеро, Маселозеро, Масляное) — озеро на территории Паданского сельского поселения Медвежьегорского района Республики Карелии.

## Общие сведения
Площадь озера — 79,8 км², площадь водосборного бассейна — 217 км². Располагается на высоте 124,1 метров над уровнем моря. Общая площадь островов — 3,0 км², объём воды — 2,05 км³.
Форма озера лопастная, продолговатая: вытянуто с северо-запада на юго-восток. Берега изрезанные, каменисто-песчаные, преимущественно возвышенные, местами заболоченные. На озере есть остров Килган.
Из залива на северной стороне озера вытекает река Лазаревская, которая, протекая Чурозеро и озеро Лазаревское, втекает в реку Волому, впадающую в Сегозеро.
С северо-запада в Маслозеро впадает река Гардюс.
Код объекта в государственном водном реестре — 02020001111102000007727.

## Панорама

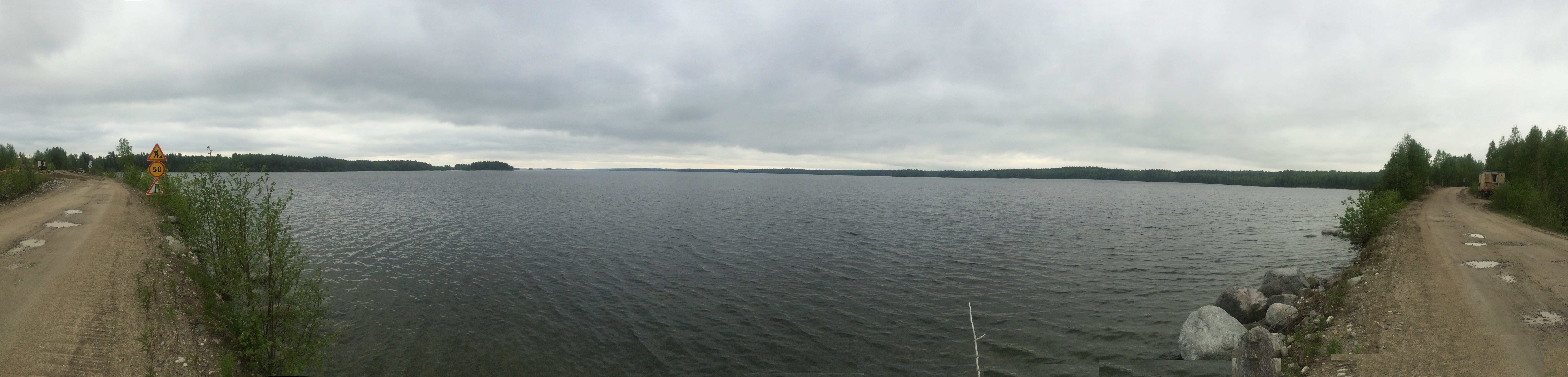
Панорама